# Rzeczy, które nadejdą
Rzeczy, które nadejdą / Rok 2000 (ang. Things to Come) – brytyjski film science fiction z 1936 roku według scenariusza H.G. Wellsa na podst. jego własnej powieści pt. The Shape of Things to Come.

## Opis fabuły
Akcja filmu toczy się w latach 1940–2036 w fikcyjnym mieście brytyjskim pod nazwą „Everytown”. Biznesmen John Cabal nie cieszy się z nadejścia świąt Bożego Narodzenia 1940 r. z powodu złowrogich wiadomości o zbliżającej się wojnie, choć jego zbyt optymistycznie nastawiony przyjaciel Passworthy uważa, że wojna nie wybuchnie, a nawet jeśli wybuchnie - to przyczyni się do przyspieszenia postępu technologicznego. Rozmowę przyjaciół przerywa widok świateł reflektorów i odgłosy salw artylerii przeciwlotniczej; następnie radio ogłasza, że Wielka Brytania została zaatakowana przez lotnictwo wroga (w całym filmie nie pada nazwa państwa) i znalazła się w stanie wojny. W związku z wybuchem wojny światowej John Cabal został zmobilizowany jako pilot.
Rozpoczynają się działania wojenne. Everytown w wyniku bombardowań zostaje całkowicie zrujnowane. Jakiś czas później, Cabal, który pilotuje dwupłatowiec zestrzeliwuje bombowiec wroga zrzucający bomby gazowe, który spada na ziemię i Cabal wyciąga ciężko rannego pilota z wraku. Kiedy jakaś dziewczynka podbiega do nich, pilot bombowca oddaje jej swoją maskę przeciwgazową. Cabal zabiera dziewczynkę do swojego samolotu, zaś ranny pilot konstatuje z ironią, że mógł zagazować rodzinę tego dziecka, a jednak uratował ją. Następnie popełnia samobójstwo za pomocą rewolweru pozostawionego przez Cabala. Wojna trwa nadal, mija rok 1945, potem 1955 i 1960, a świat popada w gospodarczą ruinę — na filmie widać, że w 1945 r. walczyły ze sobą czołgi, a w 1960 r. walkę kontynuują już tylko słabo uzbrojeni i wynędzniali piechurzy.
Oficjalny brytyjski biuletyn wojenny we wrześniu 1966 roku oznajmia, że bezimienny wróg chyli się ku upadkowi, ale za pomocą ostatnich kilku pozostałych samolotów rozsiewa zarazę zwaną „wędrującą chorobą”. W Everytown dr Harding i jego córka Mary starają się odkryć lekarstwo na tę chorobę, ale wysiłki te są bezskuteczne i jedynym ratunkiem jest zabijanie chorych osób. Epidemia obejmuje cały świat i zabija większość ludzkości, co prowadzi do zaprzestania działań wojennych i rozpadu społeczeństw.
W 1970 roku w Everytown miejscowy watażka tytułowany jako „Wódz” lub „Szef” (Chief, Boss), który zdobył władzę w południowej Anglii, ogłasza, że choroba została ostatecznie zlikwidowana. Wodzowi zależy na zdobyciu paliwa, aby jego samoloty mogły znów latać — tymczasem nawet jego własny samochód ciągnie zaprzęg konny. Niespodziewanie ląduje samolot, a jego jedyny pilot — John Cabal — przedstawia się i oznajmia, że zespół „inżynierów i mechaników” utworzył cywilizację o nazwie „Skrzydła nad Światem” (Wings Over the World) której centrum jest w Basrze w Iraku. W trakcie krótkiej dyskusji, kiedy Cabal oświadcza, że nie uznaje władzy takich watażków jak Szef, Wódz rozkazuje go aresztować i zmusza do pracy dla Gordona — mechanika lotniczego. Cabalowi i Gordonowi wspólnie udaje się naprawić samolot. Kiedy Gordon rozpoczyna lot testowy, udaje mu się uciec i poinformować współpracowników Cabala o uwięzieniu ich przyjaciela. W tym czasie wódz zdobywa kopalnie i rafinerię, dzięki czemu jego kilkanaście przestarzałych dwupłatów znów może latać. Kiedy flota złożona z gigantycznych samolotów Skrzydeł nad Światem zbliża się do Everytown, Wódz rozkazuje swoim samolotom jej zaatakowanie, a ponadto poleca dokonać egzekucji zakładników (w tym córki doktora Hardinga Mary, która obecnie jest żoną Gordona). Dwupłaty Szefa szybko zostają zestrzelone, a następnie samoloty Skrzydeł nad Światem zrzucają bomby z gazem usypiającym na miasto, co powoduje, że nie dochodzi do egzekucji. Mieszkańcy Everytown budzą się wkrótce potem i widzą, że miasto jest zajęte przez lotników, zaś Wódz zmarł od gazu. Oswobodzony Cabal wita się ze swoimi wyzwolicielami i oznajmia, że wraz z Wodzem umarł dawny świat.
Następuje okres postępu technicznego pod przywództwem Skrzydeł nad Światem. W 2036 r. ludzkość żyje w nowoczesnych podziemnych miastach, w tym również nowym Everytown. Jednak nie wszystkim się to podoba. Rzeźbiarz Theotocopulos podburza ludność aby żądała „odpoczynku” od postępu technicznego. Podburzony tłum pędzi by zniszczyć armatę, która jest wyrzutnią statków kosmicznych. Oswald Cabal (wnuk pilota) — szef rządu — uruchamia wyrzutnię przed terminem i rakieta szybuje w stronę Księżyca. Cabal następnie wygłasza przemówienie na temat postępu i dążenia do wiedzy, pytając: ,A jeżeli nie jesteśmy kimś ważniejszym od zwierząt, musimy zdobyć każdy mały kawałek szczęścia, i żyć i cierpieć, nie bardziej niż wszystkie inne zwierzęta. Mamy wybór: albo wszechświat albo nic. Co to będzie Passworthy? Co wybierzemy?”

## Obsada
- Raymond Massey – John Cabal / Oswald Cabal
- Edward Chapman – Pippa Passworthy / Raymond Passworthy
- Ralph Richardson – wódz
- Margaretta Scott – Roxana Black / Rowena Cabal
- Cedric Hardwicke – Theotocopulos
- Maurice Braddell – dr Edward Harding
- Sophie Stewart – pani Cabal
- Derrick De Marney – Richard Gordon
- Ann Todd – Mary Gordon
- Pearl Argyle – Catherine Cabal
- Kenneth Villiers – Maurice Passworthy
- Ivan Brandt – Morden Mitani
- Anne McLaren – dziecko (2036)
- Patricia Hilliard – Janet Gordon
- Charles Carson – pradziadek (2036)
- Patrick Barr – World Transport official
- John Clements – pilot wroga
- Antony Holles – Simon Burton
- Allan Jeayes – Cabal (1940)
- Pickles Livingston – Horrie Passworthy
- Abraham Sofaer – Wadsky